# Joe Wieskamp
Joseph "Joe" Hinman Wieskamp (Muscatine, 23 de agosto de 1999) é um jogador norte-americano de basquete profissional que atualmente joga no Toronto Raptors da National Basketball Association (NBA).
Ele jogou basquete universitário pela Universidade do Iowa antes de ser escolhido pelo San Antonio Spurs como a 41º escolha geral no draft da NBA de 2021.

## Início da vida e carreira no ensino médio
No ensino médio, Wieskamp jogou futebol americano como quarterback e era um talentoso jogador de beisebol. Ele largou o futebol americano depois de quebrar o polegar e acabou decidindo se concentrar apenas no basquete. Wieskamp jogou basquete na Muscatine High School em sua cidade natal, Muscatine.
Em sua temporada de calouro, ele teve média de 18,6 pontos, o que o tornou o calouro com a maior pontuação em Iowa. Em sua segunda temporada, ele teve médias de 21,6 pontos e 10 rebotes e foi nomeado para a Primeira-Equipe do Estado.
Em sua terceira temporada, Wieskamp teve médias de 30,4 pontos e 10,2 rebotes e foi reconhecido como o Jogador do Ano da MAC. Ele se tornou o primeiro jogador da Classe 4A de Iowa a ter média de 30 pontos desde Jeff Horner em 2002. Wieskamp marcou um recorde escolar de 50 pontos na vitória sobre a Burlington High School e se tornou o maior artilheiro de todos os tempos de Muscatine.
Em sua última temporada, Wieskamp teve médias de 33,5 pontos e 13,5 rebotes, levando seu time ao primeiro torneio estadual em 16 anos. Ele foi nomeado o Mr. Basketball de Iowa.

### Recrutamento
Em 9 de junho de 2015, Wieskamp se comprometeu a jogar basquete universitário pela Universidade do Iowa. No final de sua carreira no ensino médio, ele era considerado um recruta consensual de quatro estrelas e o melhor candidato em Iowa.
| Nome | Cidade Natal                                          | Escola         | Altura             | Peso           | Data               |
| --- | ----------------------------------------------------- | -------------- | ------------------ | -------------- | ------------------ |
| Joe Wieskamp SG | Muscatine, IA                                         | Muscatine (IA) | 6 ft 6 in (1.98 m) | 190 lb (86 kg) | 9 de junho de 2015 |
| Joe Wieskamp SG | Recrutamento: Rivals: 247Sports: ESPN: ESPN grade: 84 |                |                    |                |                    |
| Classificação geral: Rivals: 43º \| 247Sports: 55º \| ESPN: 77º |                                                       |                |                    |                |                    |
| - Nota: Em muitos casos, Scout, Rivals, 247Sports e ESPN podem entrar em conflito em suas listas de altura e peso, nestes casos, a média foi obtida. A ESPN mede os calouros numa escala de 0 a 100. - Fonte: |                                                       |                |                    |                |                    |

## Carreira universitária

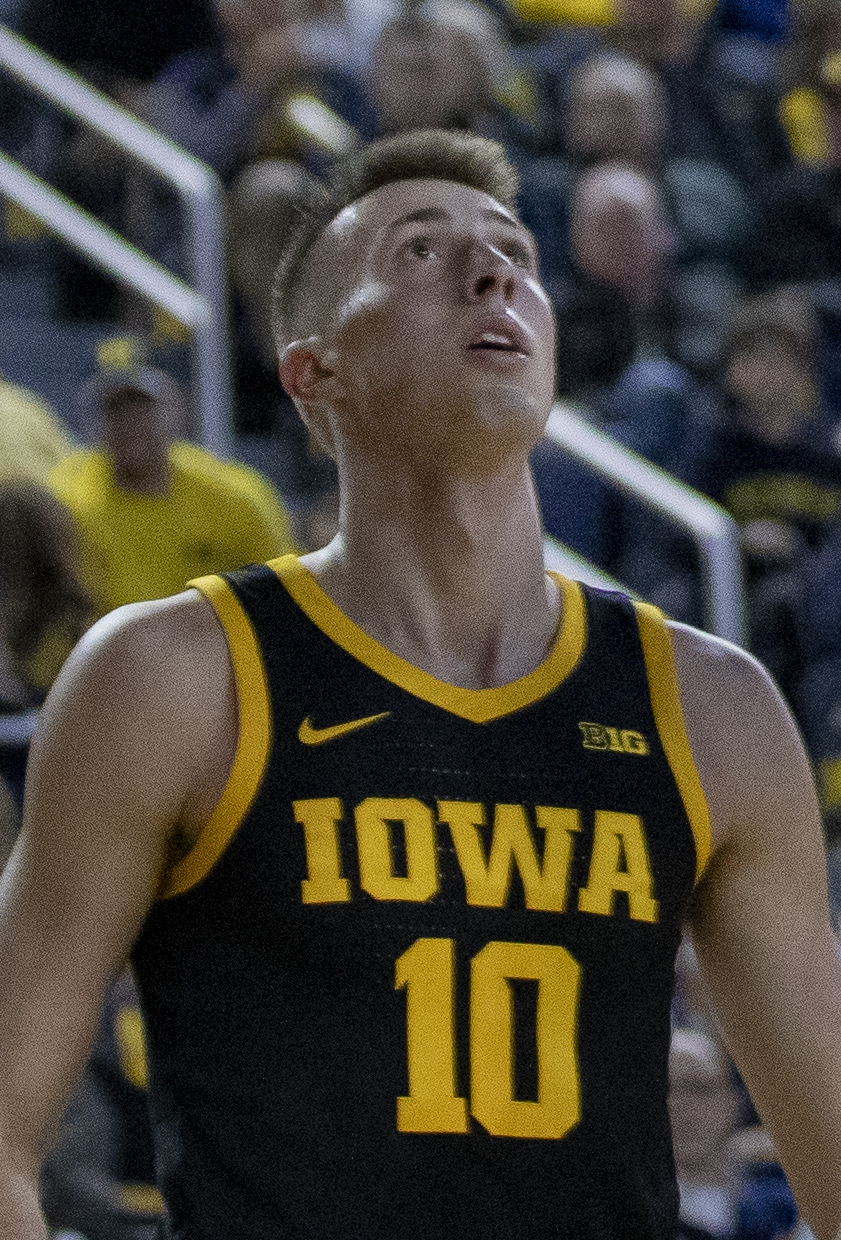
Wieskamp com Iowa em 2019

Como calouro, Wieskamp teve médias de 11,1 pontos e 4,9 rebotes. Ele foi titular em todos os 35 jogos e foi nomeado para a Equipe de Calouros da time de calouros Big Ten. Após a temporada, ele se declarou para o Draft da NBA de 2019, mas não contratou um agente. Wieskamp decidiu se retirar do draft e retornar a Iowa.
Na abertura da sua segunda temporada, Wieskamp teve uma queda e lesionou o cotovelo. No final da temporada regular, Wieskamp foi nomeado para o Terceiro Time da Big Ten pelos treinadores e pela mídia. Ele teve médias de 14,0 pontos e 6,1 rebotes e liderou a Big Ten em acertos de lances livres com 85,6%.
Em 10 de fevereiro de 2021, Wieskamp registrou 26 pontos e 10 rebotes na vitória por 79-66 contra Rutgers. Em sua terceira temporada, ele teve médias de 14,8 pontos e 6,6 rebotes e foi nomeado para a Segunda-Equipe da Big Ten. Em 14 de abril, Wieskamp se declarou para o draft da NBA de 2021.

## Carreira profissional

### San Antonio Spurs (2021–2022)
Em 29 de julho de 2021, Wieskamp foi escolhido pelo San Antonio Spurs como a 41ª escolha geral no draft da NBA de 2021. Em 7 de setembro, os Spurs anunciaram que haviam assinado um contrato bilateral com Wieskamp. Sob os termos do acordo, ele dividiu o tempo entre os Spurs e seu afiliado da G-League, o Austin Spurs. Em 10 de novembro de 2021, Wieskamp fez sua estreia na NBA e marcou 3 pontos na vitória por 136–117 sobre o Sacramento Kings. Em 4 de março de 2022, o San Antonio Spurs converteu o contrato de Wieskamp em um contrato padrão.
Em 24 de agosto de 2022, Wieskamp assinou um contrato de 2 anos e US$4.3 milhões com os Spurs. Ele foi dispensado em 17 de outubro de 2022.

### Toronto Raptors / Wisconsin Herd (2022–presente)
Em 22 de outubro de 2022, Wieskamp foi selecionado pelo Wisconsin Herd como a segunda escolha geral no Draft da G-League de 2022.
Em 7 de janeiro de 2023, Wieskamp assinou um contrato de 10 dias com o Toronto Raptors. Ele assinou um segundo contrato de 10 dias em 17 de janeiro. Em 27 de janeiro, Wieskamp foi readquirido pelo Herd. Em 11 de fevereiro, ele assinou um contrato até o fim da temporada com os Raptors.

## Estatísticas da carreira

### NBA

#### Temporada regular
| Ano      | Equipe      | PJ | PT | MPJ | AP   | 3P   | LL   | RT | AS | BR | TO | PPJ |
| -------- | ----------- | -- | -- | --- | ---- | ---- | ---- | -- | -- | -- | -- | --- |
| 2021–22  | San Antonio | 29 | 0  | 7.1 | .357 | .326 | .538 | .5 | .3 | .1 | .1 | 2.1 |
| 2022–23  | Toronto     | 2  | 0  | 8.5 | .600 | .750 | —    | .0 | .5 | .0 | .0 | 4.5 |
| Carreira | Carreira    | 31 | 0  | 7.8 | .478 | .538 | .538 | .2 | .3 | .0 | .0 | 3.3 |

### Universitário
| Ano      | Equipe   | PJ | PT | MPJ  | AP   | 3P   | LL   | RT  | AS  | BR  | TO | PPJ  |
| -------- | -------- | -- | -- | ---- | ---- | ---- | ---- | --- | --- | --- | -- | ---- |
| 2018–19  | Iowa     | 35 | 35 | 27.7 | .488 | .424 | .767 | 4.9 | 1.1 | .9  | .5 | 11.1 |
| 2019–20  | Iowa     | 31 | 31 | 32.5 | .427 | .347 | .856 | 6.1 | 1.6 | 1.0 | .5 | 14.0 |
| 2020–21  | Iowa     | 31 | 31 | 29.3 | .491 | .462 | .677 | 6.6 | 1.7 | .9  | .3 | 14.8 |
| Carreira | Carreira | 97 | 97 | 29.8 | .468 | .411 | .766 | 5.8 | 1.4 | .9  | .4 | 13.3 |

Fonte: